# Station Klaten

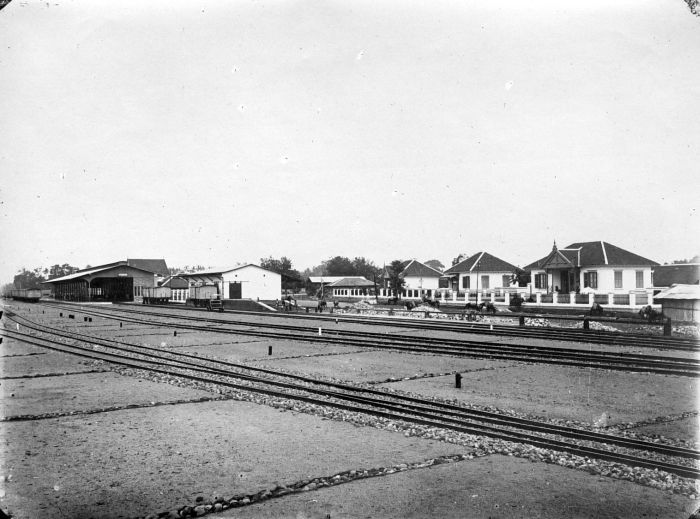
Spoorwegstation te Klaten met dienstwoningen (1910-1920).

Klaten is een spoorwegstation in de Indonesische provincie Midden-Java.

## Bestemmingen
- Argo Dwipangga: naar Station Solo Balapan en Station Gambir
- Argo Lawu: naar Station Solo Balapan en Station Gambir
- Malabar: naar Station Malang en Station Bandung
- Sancaka (ochtend): naar Station Yogyakarta en Station Surabaya Gubeng
- Lodaya: naar Station Solo Balapan en Station Bandung
- Prambanan Ekspres: naar Station Palur en Station Kutoarjo
- Senja Utama Solo: naar Station Solo Balapan en Station Pasar Senen
- Gaya Baru Malam Selatan: naar Station Surabaya Gubeng en Station Jakarta Kota
- Kahuripan: naar Station Kediri en Station Padalarang
- Logawa: naar Station Purwokerto, Station Cilacap, en Station Jember
- Pasundan: naar Station Surabaya Gubeng en Station Bandung Kiaracondong
- Sri Tanjung: naar Station Lempuyangan en Station Banyuwangi Baru
- Senja Bengawan: naar Station Solo Jebres en Station Tanahabang